# Vanessa Koutouan
Vanessa Koutouan (sinh năm 1988) là một nhà hoạt động vì quyền của phụ nữ Bờ Biển Ngà. Cô là giám đốc của Trung tâm Nông thôn Ilomba, một sáng kiến giáo dục ở khu vực Bingerville của Bờ Biển Ngà nhằm thúc đẩy giáo dục trẻ em gái.

## Cuộc sống
Vanessa Koutouan được sinh ra ở Abidjan, thủ đô của Bờ Biển Ngà, là con gái út trong bảy anh chị em. Cha mẹ cô sùng đạo Ki-tô.
Koutouan có bằng cử nhân của Viện Khoa học và Kỹ thuật Truyền thông tại Đại học Félix Houphouët-Boigny ở Abidjan, sau đó là thạc sĩ quản lý khách sạn và sư phạm ở Ý.

## Công việc
Cô là giám đốc của Trung tâm Nông thôn Ilomba, một sáng kiến giáo dục ở khu vực Bingerville của Bờ Biển Ngà nhằm thúc đẩy giáo dục trẻ em gái vì các gia đình ở đất nước này thường ưu tiên giáo dục con trai hơn con gái.
Alvaro del Portillo khuyến khích cộng đồng địa phương tạo ra một trạm xá vào năm 1989. Khoảng 100 phụ nữ tại một thời điểm đó được giáo dục tập trung vào đào tạo nghề và biết chữ, và họ cung cấp giáo dục sức khỏe ở nông thôn, đặc biệt là cho phụ nữ.
Năm 2015, trạm xá đã có một bác sĩ, hai y tá và một nữ hộ sinh chăm sóc 700 bệnh nhân trong tuần. Ngoài ra còn có một trường trung học và đơn vị giáo dục thường xuyên cung cấp đào tạo cho những người trẻ tuổi mà không có khả năng tài chính.
Vanessa Koutouan tin rằng nghèo đói ở Bờ Biển Ngà có thể được xóa bỏ trong vòng vài năm nếu các cô gái trẻ được trao cơ hội học tập và không phải làm việc tay chân cả đời. Cô tố cáo tình trạng của phụ nữ ở vùng nông thôn Bờ Biển Ngà, nơi có tình trạng nghèo đói, không đủ thức ăn, không biết chữ, làm mẹ sớm, mắc bệnh AIDS, thiếu vệ sinh và thực phẩm.

## Giải thưởng
Vào ngày 3 tháng 3 năm 2015, Koutouan đã nhận được giải Harambee "Người phụ nữ châu Phi" trong một buổi lễ tại Madrid, "vì sự thăng tiến và bình đẳng của phụ nữ châu Phi".